# Попов Сергій Олексійович (футболіст)
Сергій Олексійович Попов (рос. Сергей Алексеевич Попов; нар. 25 вересня 1944) — радянський футболіст, захисник та півзахисник.

## Життєпис
Розпочинав грати у команді «Спартак» (Бєлгород) у класі «Б» (D3) у 1964 році. З 1967 року — в команді класу «Б» (D2) «Суднобудівник» (Миколаїв). У 1969-1970 роках провів 58 матчів, відзначився одним голом у чемпіонаті СРСР у складі донецького «Шахтаря». На початку 1971 року перейшов до ждановського «Металурга» з Другої ліги. Завершив кар'єру 1974 року у бєлгородському «Салюті».
Можливо, помер у першій половині 1990-х років.